# 池田繁美
池田 繁美（いけだ しげみ、1954年11月5日 - 2024年10月13日）は、日本のアニメーション美術監督。東京都新宿区出身。
アド・コスモの美術部門出身で、退社後グループ・タックとスタジオ・ユニを経て、アトリエ・ムサを設立した。東京デザイナー学院アニメ科（現、東京ネットウエイブ）卒業。

## 来歴
美術監督を務めた作品は、『機動戦士ガンダム 逆襲のシャア』『機動戦士ガンダム0080 ポケットの中の戦争』『∀ガンダム』『機動戦士ガンダムSEED』などのガンダムシリーズや『エルドランシリーズ』『OVERMANキングゲイナー』『犬夜叉』『無限のリヴァイアス』『プラネテス』等、多数。
2009年には美術監督を務めた『アフロサムライ：レザレクション』（海外名称：「Afro Samurai: Resurrection」）において、日本アニメーション史上初となるプライムタイム・エミー賞アニメーション個人部門審査員賞(Juried award for Outstanding Individual Achievement in Animation)を受賞。
2024年10月13日、死去。69歳没。訃報はXの池田のアカウントから、遺族が報告した。

## 美術監督作品

### テレビアニメ
1981年
- 百獣王ゴライオン（ - 1982年）

1982年
- 戦闘メカ ザブングル（ - 1983年）

1983年
- 聖戦士ダンバイン（ - 1984年）

1984年
- 重戦機エルガイム（ - 1985年）

1986年
- 機動戦士ガンダムΖΖ（ - 1987年）

1988年
- 魔神英雄伝ワタル（ - 1989年）

1989年
- 魔動王グランゾート（ - 1990年）

1990年
- 魔神英雄伝ワタル2（ - 1991年）

1991年
- 新世紀GPXサイバーフォーミュラ
- 絶対無敵ライジンオー（ - 1992年）

1992年
- 元気爆発ガンバルガー（ - 1993年）

1993年
- 熱血最強ゴウザウラー（ - 1994年）
- 機動戦士Vガンダム（ - 1994年）

1994年
- 超くせになりそう（ - 1995年）

1995年
- 神秘の世界エルハザード（ - 1996年）

1996年
- ガンバリスト! 駿（ - 1997年）

1997年
- バトルアスリーテス大運動会（ - 1998年）

1998年
- Night Walker -真夜中の探偵-
- ガサラキ（ - 1999年）
- バブルガムクライシス TOKYO 2040（ - 1999年）

1999年
- ∀ガンダム（ - 2000年）
- 無限のリヴァイアス（ - 2000年）

2000年
- GEAR戦士電童（ - 2001年）
- 犬夜叉（ - 2004年）

2001年
- 激闘!クラッシュギアTURBO（ - 2003年）

2002年
- OVERMANキングゲイナー（ - 2003年）
- 機動戦士ガンダムSEED（ - 2003年）

2003年
- プラネテス（ - 2004年）

2004年
- GANTZ
- 下級生2 〜瞳の中の少女たち〜
- 機動戦士ガンダムSEED DESTINY（ - 2005年）
- 焼きたて!!ジャぱん（ - 2006年）

2005年
- バジリスク 〜甲賀忍法帖〜
- BLACK CAT（ - 2006年）

2006年
- 吉宗
- バーテンダー
- 結界師（ - 2008年）

2007年
- 一騎当千 Dragon Destiny
- アフロサムライ
- ぼくらの
- 逮捕しちゃうぞ フルスロットル（ - 2008年）

2008年
- ロザリオとバンパイア
- 図書館戦争
- 一騎当千 Great Guardians
- ロザリオとバンパイア CAPU2
- テイルズ オブ ジ アビス（ - 2009年）
- 鉄のラインバレル（ - 2009年）

2009年
- シャングリ・ラ
- 戦う司書 The Book of Bantorra（ - 2010年）
- 犬夜叉 完結編（ - 2010年）

2010年
- SDガンダム三国伝 Brave Battle Warriors（ - 2011年）

2011年
- X-MEN
- 魔乳秘剣帖

2012年
- ハイスクールD×D
- 謎の彼女X
- 夏色キセキ
- 獣旋バトル モンスーノ　第1シーズン

2013年
- やはり俺の青春ラブコメはまちがっている。
- ローゼンメイデン（新アニメ）
- ファンタジスタドール
- ハイスクールD×D NEW
- BLAZBLUE ALTER MEMORY

2014年
- 世界征服〜謀略のズヴィズダー〜
- 健全ロボ ダイミダラー
- 大図書館の羊飼い

2015年
- 純潔のマリア
- 聖剣使いの禁呪詠唱
- ガンスリンガー ストラトス
- オーバーロード
- ワンパンマン (第1期)
- 対魔導学園35試験小隊（美術設定も担当）

2016年
- アクティヴレイド -機動強襲室第八係-（美術設定も担当）
- 僕のヒーローアカデミア （丸山由紀子と連名）
- PERSONA5 the Animation -THE DAY BREAKERS-

2017年
- 銀の墓守り

2019年
- 約束のネバーランド（美術設定も担当）
- ブギーポップは笑わない（丸山由紀子と連名）
- ワンパンマン (第2期)（丸山由紀子と連名）

2020年
- キングスレイド 意志を継ぐものたち（丸山由紀子と連名）
- 半妖の夜叉姫（ - 2022年、丸山由紀子と連名）

### 劇場アニメ
1988年
- 機動戦士ガンダム 逆襲のシャア

1991年
- 機動戦士ガンダムF91

1995年
- カッタ君物語

1998年
- 機動戦士ガンダム 第08MS小隊 ミラーズ・リポート

2002年
- 劇場版 ∀ガンダム I 地球光/II 月光蝶
- 激闘!クラッシュギアTURBO カイザバーンの挑戦!

2009年
- アフロサムライ：レザレクション

2013年
- 劇場版 HUNTER×HUNTER -The LAST MISSION-
- BAYONETTA BLOODYFATE

2018年
- 僕のヒーローアカデミア THE MOVIE 〜2人の英雄〜

2019年
- HUMAN LOST 人間失格

### OVA
1987年
- ヘル・ターゲット
- DEAD HEAT

1988年
- 宇宙の戦士

1989年
- 機動戦士ガンダム0080 ポケットの中の戦争

1990年
- SOL BIANCA
- 魔動王グランゾート（ - 1992年）

1995年
- 沈黙の艦隊

1996年
- 機動戦士ガンダム 第08MS小隊（ - 1999年）

1999年
- 機動戦士ガンダム 第08MS小隊 特別編 ラスト・リゾート

2000年
- 創世聖紀デヴァダシー

2002年
- カナリア 〜この想いを歌に乗せて〜
- ナコルル 〜あのひとからのおくりもの〜

2006年
- 機動戦士ガンダムSEED C.E.73 STARGAZER

2008年
- 最遊記RELOAD -burial-

2009年
- GUNDAM PERFECT MISSION
- DOGS/BULLETS&CARNAGE

2010年
- うる星やつら ザ・障害物水泳大会
- 機動戦士ガンダムUC（ - 2014年）
- らんま1/2 悪夢!春眠香

2013年
- アイアンマン：ライズ・オブ・テクノヴォア

2015年
- 機動戦士ガンダム THE ORIGIN（ - 2018年）

### Webアニメ
2005年
- リーンの翼（ - 2006年）

2020年
- 魔神英雄伝ワタル 七魂の龍神丸

### ゲーム
1996年
- トワイライトシンドローム